# Jan Raczyński (wojskowy)
Jan Raczyński (ur. 14 lutego 1893 w Jackowie, zm. w grudniu 1959 w Głownie) – polski wojskowy, sierżant zawodowy Wojska Polskiego, szef 3 kompanii w 31 pułku Strzelców Kaniowskich w latach 1933–1939.

## Życiorys
Syn Jana i Bronisławy. Małżonka Stanisława. Dzieci: Genowefa i Zygmunt. Wyznania: rzymskokatolickiego. Do roku 1914 pracował przy ojcu we wsi Tuliszków pow. Konin jako młynarz.
W grudniu 1914 r. wstąpił ochotniczo do Legionu Puławskiego (I Legion Polski), przydzielony do 4. kompanii kapitana Witolda Komierowskiego.
Z Legionem Puławskim w 1915 roku walczył we wszystkich bitwach, jakie tylko Legion staczał, m.in.: 19/20 maja 1915 r. pod Pakosławiem, 15 czerwca 1915 r. pod Michałowem, 17 lipca 1915 r. pod Władysławowem. 20 lipca pod Kolonią Chechelską, a 20 sierpnia pod Nurcem-Stacją, gdzie Legion poniósł olbrzymie straty. W walkach o stację nie licząc ciężko rannych Legion stracił 188 żołnierzy. 24 sierpnia stoczył bój pod Czeremchą, w wyniku czego z batalionu pozostaje tylko 150 żołnierzy. 10 września Legion zlikwidował zdobyty przez Niemców przyczółek mostowy na rzece Zelwiance. Po bitwie pod Zelwą we wrześniu 1915 r. pozostał wśród 112 ocalałych z ponad tysiąca rozpoczynających walkę w marcu tegoż roku.
Brał udział we wszystkich bitwach Legionu później Brygady Strzelców Polskich następnie w lutym 1917 r.przeszedł automatycznie do 2 kompanii I pułku strzelców I Dywizji Strzelców Polskich.
W styczniu 1917 r. za zasługi bojowe, awansowany do stopnia kaprala – dowódcy drużyny.
W roku 1917 walczył pod Stanisławowem cyt: „który był broniony przez Legion przeciwko Moscalom i Niemcom”. W bitwie pod wsią Czabarówką dnia 15 lipca 1917 r., jako osłona flankowa, dostał się do niewoli. 2 października 1918 r. zbiegł z niewoli niemieckiej. Przez Czechosłowację przedostawał się do Krakowa.
Nadano prawo kapralowi Janowi Raczyńskiemu do noszenia Znaku Legionowego Nr 116 – jako uczestnikowi walk Legionu o niepodległość i zjednoczenie Ojczyzny!
Za walkę na rzecz odzyskania Niepodległości w szeregach I Legionu Polskiego (tzn. Legionu Puławskiego) odznaczony Medalem Niepodległości. Od tej decyzji składał odwołanie wnosząc o przyznanie za 3-letnią walkę frontową Krzyża Niepodległości.
„Odznaczeniem tym czuję się częściowo zadowolonym za co składam podziękę, jednakże równocześnie uważam, że ze wzg na przebyty o okresie służby wojskowej podczas Wojny Światowej czas służby frontowej w porównaniu do mych kolegów, jetem pokrzywdzonym, bowiem niektórzy z takowych nawet nie biorąc udziału w walkach frontowych osiągnęli odznaczenia Krzyżem Niepodległościowym, a nawet Krzyżem z Mieczami”.
8 listopada 1918 r. wstąpił ochotniczo do odtwarzanego w Krakowie 5 pułku Piechoty Legionów im. Józefa Piłsudskiego.
Po kilku dniach wraz z II batalionem wyjeżdżał na obronę Lwowa. W roku 1919 walczył o Wilno i Lidę. Na początku roku 1920 walczył o Dyneburg (Dźwińsk) oraz w innych miejscowościach Łotwy. W maju został przerzucony do Kijowa. Stale pełnił funkcje liniowe. Brał udział we wszystkich walkach, jakie tylko pułk staczał. 16 sierpnia 1920 – brał udział wraz z pułkiem w kontrofensywie znad Wieprza, we wrześniu Bitwa Niemeńska i ponownie Lida.WNIOSEK NA ODZNACZENIE KRZYŻEM WALECZNYCH W MYŚL ROZPORZĄDZENIA ROP Z DN 11 sierpnia 1920 r. Cyt:
„W bitwie pod m. Sidrą dnia 7 IX 1920 kiedy nieprzyjaciel rozbił naszą atakującą grupę, plutonowy Raczyński zebrał wokół siebie rozbitków dwu kompanii uchodzących z pola, z powodu braku amunicji i poprowadził ich do kontrataku na bagnety, którego bolszewicy nie wytrzymali i musieli się cofnąć. Dzięki własnej odwadze i inicjatywie plut. Raczyński oddziałem [przytrzymanym] zajął lukę, która się wytworzyła podczas chwilowego odwrotu, nawiązał łączność między grupą atakującą, przez co przyczynił się znacznie do wycofania nieprzyjaciela.”
Awansowany na stopień sierżanta 1 XII 1920 r. Po powrocie pułku z pola został bezterminowo urlopowany, w dniu 31 grudnia 1920 r.
Po demobilizacji pracował dla Służb Inżynieryjno-Saperskaich (Dział Administracji Wojska Polskiego) w Składzie Materiałów Inż. Saperskich w Łodzi, jako magazynier. Po likwidacji składów w roku 1923, zajmował się handlem manufaktury.
W dniu 4 stycznia 1928 r. powtórnie wstąpił do Wojska Polskiego, w charakterze podoficera zawodowego w 31 pułku Strzelców Kaniowskich w Łodzi. Przydzielony do 3. kompanii jako zastępca dowódcy plutonu. Następnie od 1 kwietnia 1933 r., szef 3 kompanii – 31 pp.
We wrześniu 1939 r. brał udział w walkach obronnych i przemierzał cały szlak bojowy pułku, tzn.: reduta obronna nad Wartą w rejonie Mnichowa w dn 1 XI 1939 r., zwycięska bitwa Mszczonowska dnia 11 września 1939 r, zwycięskie potyczki na tyłach niemieckiej 46 DP, ostateczne rozbicie 31 pp w okolicach Kozienic, dnia 18 września 1939 r..
Po wojnie prześladowany przez komunistyczne władze. Pochowany na cmentarzu Katedralnym w Łowiczu.

## Ordery i odznaczenia
- Krzyż Walecznych (po raz 1 (nr 28752) w 1922)[12]
- Medal Niepodległości (16 marca 1937)[13]
- Brązowy Krzyż Zasługi[2]
- Medal Pamiątkowy za wojnę 1918–1921[14]
- Medal Dziesięciolecia Odzyskanej Niepodległości[15]
- Brązowy Medal za Długoletnią Służbę
- Odznaka Legionu Puławskiego
- Krzyż pamiątkowy „Wilno Wielkanoc 1919”
- Medal 10 Rocznicy Wojny Niepodległościowej (Łotwa)[16]
- Medal Zwycięstwa (Médaille Interalliée)[15]